# Завадзке (гмина)
Завадзке (пол. Zawadzkie) — городско-сельская гмина (волость) в Польше, входит как административная единица в Стшелецкий повет, Опольское воеводство. Население — 13 036 человек (на 2004 год).

## Демография
| Перепись                       | Всего   | Всего | Женщины | Женщины | Мужчины | Мужчины |
| ------------------------------ | ------- | ----- | ------- | ------- | ------- | ------- |
| Единицы                        | человек | %     | человек | %       | человек | %       |
| Население                      | 13 036  | 100   | 6616    | 50,8    | 6420    | 49,2    |
| Плотность населения (чел./км²) | 158,5   | 158,5 | 80,4    | 80,4    | 78,1    | 78,1    |

## Соседние гмины
1. Гмина Добродзень
2. Гмина Емельница
3. Гмина Колёновске
4. Гмина Крупски-Млын
5. Гмина Павонкув
6. Гмина Велёвесь